# Прес-авто клуб България
Прес-авто клуб България е основан в началото на 1997 г. от група специализирани в автомобилната тематика журналисти, работещи в разни области на медийното пространство – радио, телевизия и класическа преса.
Първата изява на клуба, която си остава най-важна и до днес, е изборът чрез конкурс на „Автомобил на годината“ в България. Първият конкурс е проведен в края на януари 1998 година. Автомобил на годината и призьорите се избират в края на предходната година.